# Dallas Mavericks 2017-2018
La stagione 2017-2018 dei Dallas Mavericks è stata la 38ª stagione della franchigia nella NBA.

## Draft
| Giro | Scelta | Giocatore        | Ruolo | Nazionalità | Università/Squadra |
| ---- | ------ | ---------------- | ----- | ----------- | ------------------ |
| 1    | 9      | Dennis Smith Jr. | P     | Stati Uniti | NC State           |

## Roster
| \| Pos. \| Num. \| Naz. \| Nome \| Altezza \| Peso \| Data nascita \| Provenienza \| \| ---- \| ---- \| ---------------------- \| ---------------------- \| ------- \| ------ \| ------------ \| -------------------- \| \| P \| 5 \| Porto Rico (bandiera) \| Barea, J.J. \| 183 cm \| 84 kg \| 26-06-1984 \| Northeastern \| \| A \| 40 \| Stati Uniti (bandiera) \| Barnes, Harrison \| 203 cm \| 102 kg \| 30-05-1992 \| North Carolina \| \| P \| 8 \| Stati Uniti (bandiera) \| Collinsworth, Kyle \| 198 cm \| 95 kg \| 03-10-1991 \| Brigham Young \| \| P/G \| 30 \| Stati Uniti (bandiera) \| Curry, Seth \| 188 cm \| 84 kg \| 23-08-1990 \| Duke \| \| P \| 11 \| Stati Uniti (bandiera) \| Ferrell, Yogi \| 183 cm \| 82 kg \| 09-05-1993 \| Indiana \| \| AP \| 10 \| Stati Uniti (bandiera) \| Finney-Smith, Dorian \| 203 cm \| 95 kg \| 04-05-1993 \| Florida \| \| AP \| 21 \| Stati Uniti (bandiera) \| Jones, Jalen (TW) \| 201 cm \| 100 kg \| 27-05-1993 \| Texas A&M \| \| AG \| 42 \| Germania (bandiera) \| Kleber, Maximilian \| 211 cm \| 100 kg \| 29-01-1992 \| Germania \| \| G/AP \| 23 \| Stati Uniti (bandiera) \| Matthews, Wesley \| 196 cm \| 100 kg \| 14-10-1986 \| Marquette \| \| AP \| 20 \| Stati Uniti (bandiera) \| McDermott, Doug \| 203 cm \| 99 kg \| 03-01-1992 \| Creighton \| \| C \| 50 \| Tunisia (bandiera) \| Mejri, Salah \| 218 cm \| 107 kg \| 15-06-1986 \| Tunisia \| \| AG \| 6 \| Stati Uniti (bandiera) \| Motley, Johnathan (TW) \| 208 cm \| 104 kg \| 04-05-1995 \| Baylor \| \| C \| 3 \| Stati Uniti (bandiera) \| Noel, Nerlens (S) \| 211 cm \| 100 kg \| 10-04-1994 \| Kentucky \| \| A/C \| 41 \| Germania (bandiera) \| Nowitzki, Dirk (C) \| 213 cm \| 111 kg \| 19-06-1978 \| Germania \| \| A/C \| 7 \| Canada (bandiera) \| Powell, Dwight \| 211 cm \| 109 kg \| 20-07-1991 \| Stanford \| \| P \| 1 \| Stati Uniti (bandiera) \| Smith Jr., Dennis \| 191 cm \| 88 kg \| 25-11-1997 \| North Carolina State \| | Allenatore - Rick Carlisle Assistente/i - Darrell Armstrong - Kaleb Canales - Melvin Hunt - Jamahl Mosley - Larry Shyatt Legenda - (C) Capitano - (FA) Free agent - (S) Sospeso - (TW) Contratto Two-way - (GL) Assegnato a squadra G League affiliata - Infortunato Roster • Transazioni · Ultima transazione: 1 aprile 2018 |                        |                        |         |        |              |                      |
| Pos. | Num. | Naz.                   | Nome                   | Altezza | Peso   | Data nascita | Provenienza          |
| P | 5 | Porto Rico (bandiera)  | Barea, J.J.            | 183 cm  | 84 kg  | 26-06-1984   | Northeastern         |
| A | 40 | Stati Uniti (bandiera) | Barnes, Harrison       | 203 cm  | 102 kg | 30-05-1992   | North Carolina       |
| P | 8 | Stati Uniti (bandiera) | Collinsworth, Kyle     | 198 cm  | 95 kg  | 03-10-1991   | Brigham Young        |
| P/G | 30 | Stati Uniti (bandiera) | Curry, Seth            | 188 cm  | 84 kg  | 23-08-1990   | Duke                 |
| P | 11 | Stati Uniti (bandiera) | Ferrell, Yogi          | 183 cm  | 82 kg  | 09-05-1993   | Indiana              |
| AP | 10 | Stati Uniti (bandiera) | Finney-Smith, Dorian   | 203 cm  | 95 kg  | 04-05-1993   | Florida              |
| AP | 21 | Stati Uniti (bandiera) | Jones, Jalen (TW)      | 201 cm  | 100 kg | 27-05-1993   | Texas A&M            |
| AG | 42 | Germania (bandiera)    | Kleber, Maximilian     | 211 cm  | 100 kg | 29-01-1992   | Germania             |
| G/AP | 23 | Stati Uniti (bandiera) | Matthews, Wesley       | 196 cm  | 100 kg | 14-10-1986   | Marquette            |
| AP | 20 | Stati Uniti (bandiera) | McDermott, Doug        | 203 cm  | 99 kg  | 03-01-1992   | Creighton            |
| C | 50 | Tunisia (bandiera)     | Mejri, Salah           | 218 cm  | 107 kg | 15-06-1986   | Tunisia              |
| AG | 6 | Stati Uniti (bandiera) | Motley, Johnathan (TW) | 208 cm  | 104 kg | 04-05-1995   | Baylor               |
| C | 3 | Stati Uniti (bandiera) | Noel, Nerlens (S)      | 211 cm  | 100 kg | 10-04-1994   | Kentucky             |
| A/C | 41 | Germania (bandiera)    | Nowitzki, Dirk (C)     | 213 cm  | 111 kg | 19-06-1978   | Germania             |
| A/C | 7 | Canada (bandiera)      | Powell, Dwight         | 211 cm  | 109 kg | 20-07-1991   | Stanford             |
| P | 1 | Stati Uniti (bandiera) | Smith Jr., Dennis      | 191 cm  | 88 kg  | 25-11-1997   | North Carolina State |

## Classifiche

### Southwest Division
| Southwest Division      | Southwest Division | Southwest Division | Southwest Division | Southwest Division | Southwest Division | Southwest Division | Southwest Division | Southwest Division |
| Squadra                 | V                  | S                  | V%                 | PR                 | Casa               | Trasf              | Div                | PG                 |
| ----------------------- | ------------------ | ------------------ | ------------------ | ------------------ | ------------------ | ------------------ | ------------------ | ------------------ |
| z – Houston Rockets     | 65                 | 17                 | .793               | 0,0                | 34–7               | 31–10              | 12–4               | 82                 |
| x – N. Orleans Pelicans | 48                 | 34                 | .585               | 17,0               | 24–17              | 24–17              | 9–7                | 82                 |
| x – San Antonio Spurs   | 47                 | 35                 | .573               | 18,0               | 33–8               | 14–27              | 9–7                | 82                 |
| Dallas Mavericks        | 24                 | 58                 | .293               | 41,0               | 15–26              | 9–32               | 5–11               | 82                 |
| Memphis Grizzlies       | 22                 | 60                 | .268               | 43,0               | 16–25              | 6–35               | 5–11               | 82                 |

### Western Conference
| Western Conference | Western Conference        | Western Conference | Western Conference | Western Conference | Western Conference | Western Conference |
| #                  | Squadra                   | V                  | S                  | V%                 | PR                 | PG                 |
| ------------------ | ------------------------- | ------------------ | ------------------ | ------------------ | ------------------ | ------------------ |
| 1                  | z – Houston Rockets *     | 65                 | 17                 | .793               | –                  | 82                 |
| 2                  | y – Golden St. Warriors * | 58                 | 24                 | .707               | 7,0                | 82                 |
| 3                  | y – Portland T. Blazers * | 49                 | 33                 | .598               | 16,0               | 82                 |
| 4                  | x – Oklahoma Thunder      | 48                 | 34                 | .585               | 17,0               | 82                 |
| 5                  | x – Utah Jazz             | 48                 | 34                 | .585               | 17,0               | 82                 |
| 6                  | x – N. Orleans Pelicans   | 48                 | 34                 | .585               | 17,0               | 82                 |
| 7                  | x – San Antonio Spurs     | 47                 | 35                 | .573               | 18,0               | 82                 |
| 8                  | x – Minnesota T'wolves    | 47                 | 35                 | .573               | 18,0               | 82                 |
|                    |                           |                    |                    |                    |                    |                    |
| 9                  | Denver Nuggets            | 46                 | 36                 | .561               | 19,0               | 82                 |
| 10                 | L.A. Clippers             | 42                 | 40                 | .512               | 23,0               | 82                 |
| 11                 | L.A. Lakers               | 35                 | 47                 | .427               | 30,0               | 82                 |
| 12                 | Sacramento Kings          | 27                 | 55                 | .329               | 38,0               | 82                 |
| 13                 | Dallas Mavericks          | 24                 | 58                 | .293               | 41,0               | 82                 |
| 14                 | Memphis Grizzlies         | 22                 | 60                 | .268               | 43,0               | 82                 |
| 15                 | Phoenix Suns              | 21                 | 61                 | .256               | 44,0               | 82                 |

## Mercato

### Free Agency

#### Prolungamenti contrattuali
| Giocatore     | Contratto                       |
| ------------- | ------------------------------- |
| Dirk Nowitzki | 2 anni – 10 milioni di dollari  |
| Nerlens Noel  | 1 anno – 4,2 milioni di dollari |

#### Acquisti
| Giocatore          | Contratto                                    | Provenienza                      |
| ------------------ | -------------------------------------------- | -------------------------------- |
| Brandon Ashley     | Contratto estivo                             | Texas Legends                    |
| Gian Clavell       | Contratto Two-way.                           | Brujos de Guayama                |
| Antonius Cleveland | Contratto Two-way                            | S.C. Warriors                    |
| Kyle Collinsworth  | Contratto Two-way / di 10 giorni / di 1 anno | Texas Legends / Dallas Mavericks |
| P. J. Dozier       | Contratto estivo                             | S.C. Gamecocks                   |
| Aaron Harrison     | Contratto di 10 giorni                       | Reno Bighorns                    |
| Scotty Hopson      | Contratto di 10 giorni                       | Galatasaray                      |
| Jalen Jones        | Contratto Two-way                            | N.O. Pelicans / Greens. Swarm    |
| Maximilian Kleber  | 2 anni – 2,2 milioni di dollari              | Bayern Monaco                    |
| Johnathan Motley   | Contratto Two-way                            | Baylor Bears                     |
| Jameel Warney      | Contratto di 10 giorni                       | Texas Legends                    |
| Maalik Wayns       | Contratto estivo                             | Mac. Rishon LeZion               |
| Jeff Withey        | 2 anni – 3,3 milioni di dollari              | Utah Jazz                        |

#### Cessioni
| Giocatore          | Motivo     | Nuova squadra                    |
| ------------------ | ---------- | -------------------------------- |
| Brandon Ashley     | Rilasciato | Texas Legends                    |
| Nicolás Brussino   | Rilasciato | Atlanta Hawks                    |
| Gian Clavell       | Rilasciato | Sakarya                          |
| Antonius Cleveland | Rilasciato | Atlanta Hawks                    |
| Kyle Collinsworth  | Rilasciato | Dallas Mavericks / Texas Legends |
| P. J. Dozier       | Rilasciato | Oklahoma Thunder / Oklahoma Blue |
| Scotty Hopson      | Free agent |                                  |
| Josh McRoberts     | Rilasciato |                                  |
| Jameel Warney      | Rilasciato | Texas Legends                    |
| Maalik Wayns       | Rilasciato | Joventut Badalona                |
| Jeff Withey        | Rilasciato |                                  |

### Scambi
| 28 giugno 2017  | Dallas MavericksCash considerations                                     | Houston RocketsDeAndre Liggins                              |
| 29 giugno 2017  | Dallas MavericksCash considerations                                     | Houston RocketsJarrod Uthoff                                |
| 7 luglio 2017   | Dallas MavericksJosh McRoberts Scelta 2º giro Draft Cash considerations | Miami HeatA. J. Hammons                                     |
| 8 febbraio 2018 | Dallas MavericksDoug McDermott Scelta 2º giro Draft Denver Nuggets      | Denver NuggetsDevin Harris Scelta 2º giro Draft N.Y. Knicks |
| 8 febbraio 2018 | N.Y. KnicksEmmanuel Mudiay                                              |                                                             |